# Christian Hlade
Christian Hlade (* 1. Juli 1964 in Graz) ist ein österreichischer Unternehmer und Autor.

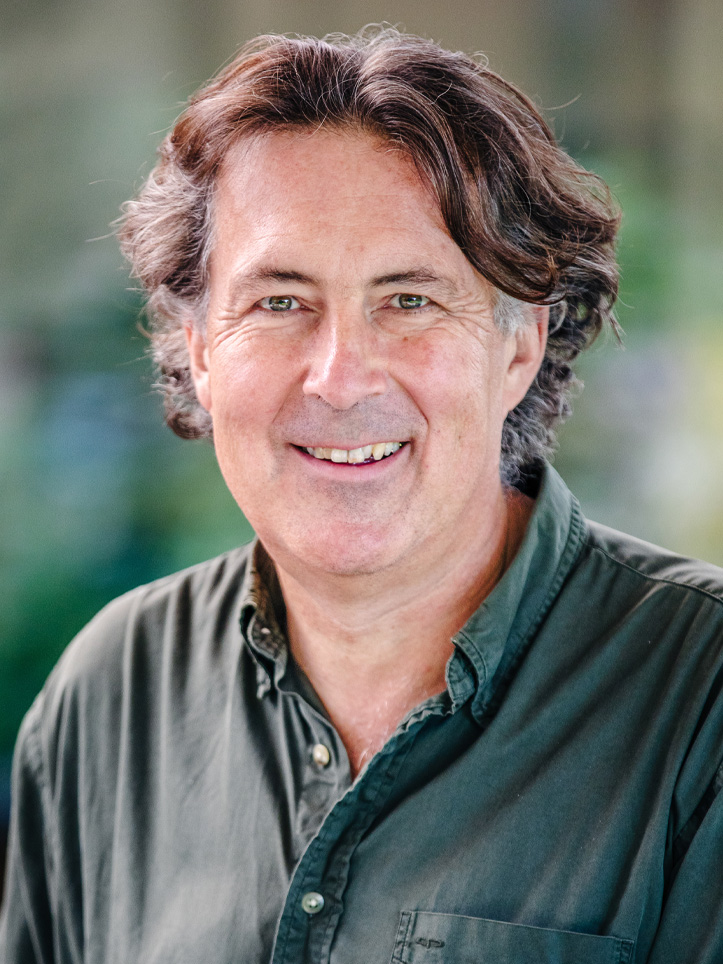
Der Unternehmer und Autor Christian Hlade im Jahr 2022

## Leben
Christian Hlade studierte Architektur an der TU Graz. Ausgiebige Trekkingreisen während des Studiums führten ihn unter anderen in die Himalaja-Region Ladakh. Als Diplomarbeit für sein Architektur-Studium entwarf er eine „Dorfschule in Ladakh“. 1994 gründete Hlade den Verein „Friends of Lingshed“, der zur Unterstützung der Ausbildung von Kindern im Dorf Lingshed Patenschaften und Lehrerhonorare übernahm.
Im Jahr 2000 organisierte und leitete Hlade den Bau der von ihm entworfenen Schule in Lingshed. Im 25. Jahr ihres Bestehens werden an der Schule rund 70 Kinder unterrichtet und 19 Lehrkräfte beschäftigt. Um sich den Aufenthalt zu finanzieren, gründete er das Reiseunternehmen Weltweitwandern, das sich seither im Hinblick auf nachhaltigen Tourismus und soziale Verantwortung zu einem führenden Anbieter von Wander- und Trekking-Reisen in Österreich entwickelt hat.  Weltweitwandern ist Mitglied im Forum Anders Reisen und seit 2023 nach den internationalen Travelife-Standards für nachhaltiges Reisen zertifiziert.
Nach den Erdbeben in Nepal 2015, bei dem auch ein von Weltweitwandern unterstütztes Kinderheim in der Nähe von Kathmandu zerstört wurde, gründete Hlade den Verein „Weltweitwandern wirkt!“, der mit Spendengeldern den Wiederaufbau des Kinderheims realisierte. „Weltweitwandern wirkt!“ unterstützt weitere Bildungs- und Empowerment-Projekte in Nepal und Marokko, Tansania und Peru sowie Integrationsprojekte in Österreich und sammelt Gelder, um Soforthilfe in Krisenregionen zu leisten.
2016 erschien Christian Hlades erstes Buch „Wandern wirkt. Den eigenen Weg gehen & Lebensträume verwirklichen“ im Wiener Verlag Braumüller. Das Buch besteht aus einem autobiografischen Teil und einem Ratgeberteil zu Reise- und Lebensthemen. 2019 folgte "Das große Buch vom Wandern" mit einem Vorwort der Bergsteigerin Gerlinde Kaltenbrunner. Es wurde 2020 von der  Internationalen Tourismus-Börse Berlin mit einem ITB BookAward ausgezeichnet. Das Buch „ist ein praktischer Ratgeber […,] aber auch ein Plädoyer für das Reisen und für eine liberale, offene Weltsicht, für die Vielfalt auf der Erde“, schreibt Rezensent Thomas Neuhold in der Tageszeitung Der Standard. 2021 erschien Hlades drittes Buch: "Wanderwissen kompakt", das Praxistipps aus vier Jahrzehnten zusammenfasst. 
Christian Hlade betreibt seit 2011 einen Reise-Blog. Seit März 2025 tritt er auch als Host der Podcastreihe „Weltweitwandern. Wandern, Reisen, Begegnungen“ in Erscheinung.

## Auszeichnungen
- 2014 wurde Christian Hlade von den Lesern der steirischen Tageszeitung Kleine Zeitung für sein soziales Engagement und seine unternehmerischen Leistungen als einer der „Steirer des Jahrzehnts“ ausgezeichnet.[10]
- 2015 erhielt er den steirischen Josef-Krainer-Preis für soziales Engagement.[11]
- 2020 Buchpreis der Internationalen Tourismus-Börse Berlin (ITB) in der Kategorie "Hiking" für Das große Buch vom Wandern.[12]

## Bücher
- Wandern wirkt. Den eigenen Weg gehen & die Lebensträume verwirklichen. Verlag Braumüller: Wien 2016. ISBN 978-3-99100-198-0.
- Das große Buch vom Wandern. Alle Tipps & Tricks, damit die Begegnung mit der Natur, anderen Kulturen und sich selbst gelingt. Verlag Braumüller: Wien 2019. ISBN 978-3-99100-302-1
- Wanderwissen kompakt. Verlag Braumüller: Wien 2021. ISBN 978-3-99100-323-6